# Rūjiena (novads)
Rūjiena est un novads de Lettonie, situé dans la région de Vidzeme. En 2009, sa population est de 6 252 habitants.